# 洁癖
洁癖（英語：Mysophobia，也称verminophobia、germophobia、germaphobia、bacillophobia或bacteriophobia），是强迫症的一种，即把正常卫生范围内的事物认为是肮脏的，感到焦虑，而强迫性地清洗、检查及排斥“不洁”之物。分肉体洁癖、行为洁癖和精神潔癖。

## 洁癖的起因
- 不科学的教育：例如父母严厉地要求小孩子常洗手、不要弄脏衣服；
- 精神打击：例如遭遇破产、挫折。

## 洁癖的危害
除令人精神上处在焦虑、紧张之外，过度的清洁亦导致免疫力低下，相反更易得病。

## 性洁癖
女性患者较多，不同程度地认为性器官、性行为、性观念是肮脏的、丑陋的，强迫性地清洗自己或伴侣的身体，并排斥某些性行为。

## 精神洁癖
有的时候是作为一种比喻的说法，和“洁癖”并没有关系。例如完美主义者，对异见的排斥等。這些人在認識朋友時都會有很強烈的思想審查。

## 例子
- 台湾已故歌手邓丽君[1]。